# Dreck-electro

## Origine et description
La Dreck-electro est un courant allemand né dans les années 2000, qui peut se traduire par : "electro cradingue".
La Dreck-electro semble se prétendre plus agressive, insolente, et salace, et peut-être plus bruitiste, que son aînée de quelques années, l'electroclash.
Elle est vraisemblablement la suite ou la continuité, ou un sous-genre de l'electroclash et de la disco-trash (discotrash), à moins que ce ne soit la même chose mais sous un autre nom. Car contrairement aux décennies précédentes, les courants, les mouvements, et les appellatifs apparaissent ou disparaissent tous les deux trois ans, et leurs frontières sont loin d'être définies. 
On peut également se demander si des termes pseudo techniques et journalistiques ne servent pas simplement à braquer les projecteurs sur tels ou tels nouveaux groupes du moment. Mais on peut toutefois considérer que les musiques industrielles (voir en particulier le groupe Throbbing Gristle), les musiques post-industrielles, et leur sous-genre, ou encore leur évolution : l'EBM, la New Beat, la synthpop, la techno, etc., associées au rock, au punk, à la noise, la power noise, et à l'electronica (IDM, glitch, etc), ont donné naissance à l'electroclash, la dreck-electro, ...
Au-delà des recettes utilisées par la presse, l'énergie du rock et la violence du punk, associée à la noirceur des musiques industrielles, reviennent en force, et par nécessité, dans l'évolution des musiques électroniques, et de la musique pop rock. Elles semblent correspondre à une réaction virulente face à l'idéal de confort, de sécurité et d'insouciance prôné par la société de consommation, et finalement largement menacé par la mondialisation. Les artistes revendiquent leur univers underground, et un esprit "Do it yourself" comme l'avait fait avant eux, le punk.
Les courants, mouvements, genres et sous-genres n'ont pas le temps de s'installer durablement, car les musiques électroniques suivent la même accélération informations, des modes, et des technologies, en bref : des cycles de consommation courts.

## Artistes associés
Les artistes concernés par le terme dreck-electro sont notamment : 
- cobra-killer

Un duo de filles à la mise en scène provocante qui refusent de se cacher derrière leurs machines, et rencontre un fort succès au Japon qui a toujours été friand de glam-rock
- modeselektor (MDSLKTR)

Un duo de jeunes allemands originaires de l'Est qui développent le broken beat et l'electronica IDM, de manière bruitiste, voire cacophonique selon leurs auditeurs, artisans de la destruction de la dance music
- T.Raumschmiere aka Marko Haas, fondateur du label Shitkatapult, batteur hardcore qui assène à ses morceaux une forte dose de punk en hurlant (notamment)